# Intreccio (ornamento)

L'intreccio trae spesso il suo effetto estetico dal principio del nodo o del passaggio alternativo sopra/sotto di un nastro morbido. La forma può essere chiusa (come qui), o ripetuta ad anello "infinito", cioè in un fregio chiuso su sé stesso, facendo per esempio il giro di un pezzo di tessuto, di una pagina di pergamena miniata, di un baule dipinto, o ancora di un braccio se si tratta di un tatuaggio

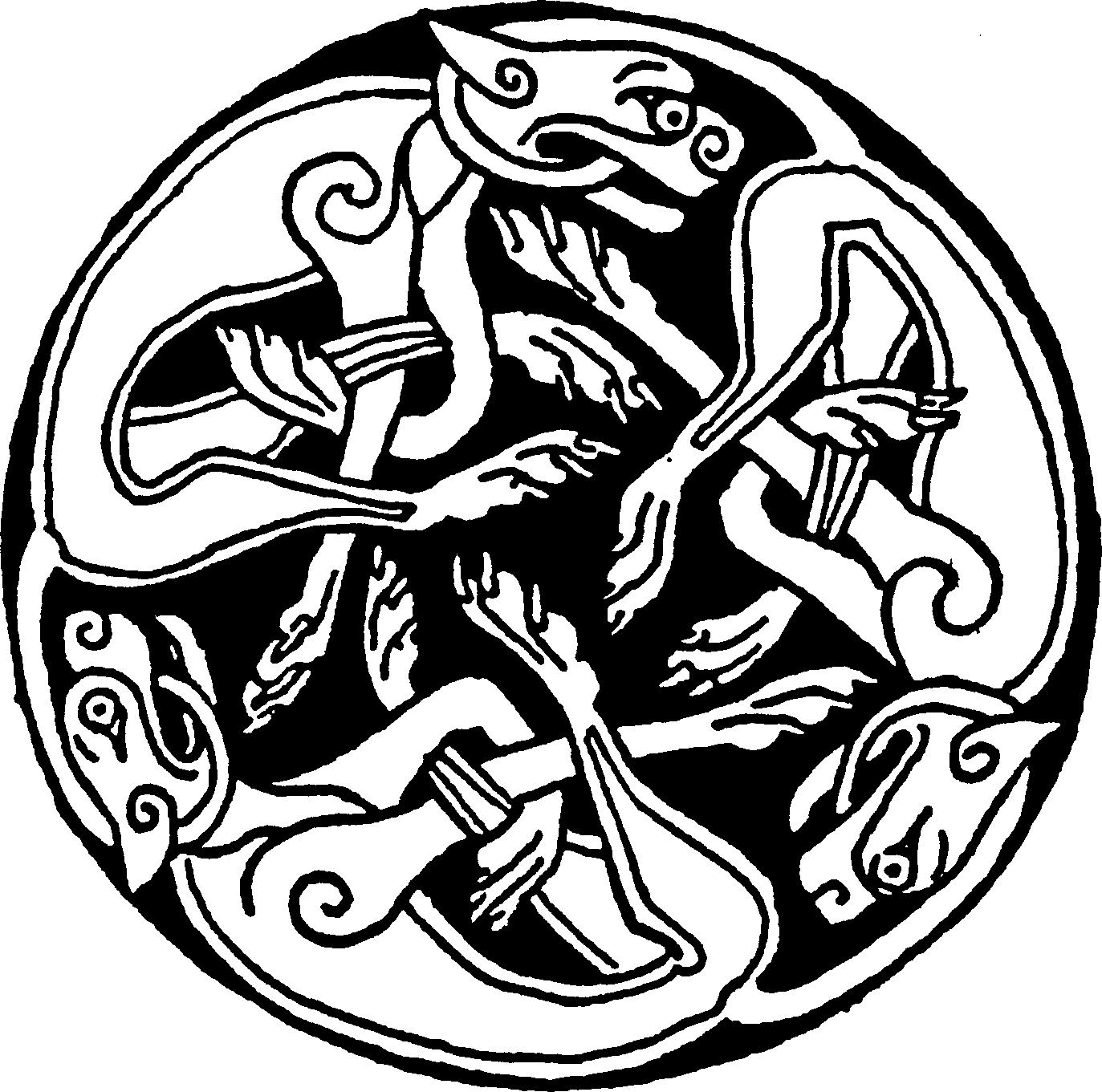
Certi intrecci sono composti unicamente di figure animali (qui un cane o lupo)

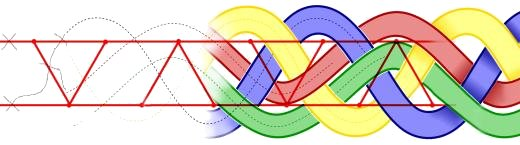
Principio di costruzione di un fregio a partire dall'intreccio semplice di 4 "corde". Questa "sequenza" può essere ripetuta all'infinito

Gli intrecci sono una forma ornamentale (pittorica, di bassorilievo o incisa) basata sulla ripetizione di motivi di curve intrecciate, più o meno complesse, incrociate ed aggrovigliate, che evocano i nodi che si possono fare con delle corde o gli intrecci dei cesti.
La parola "intreccio" designa di preferenza i motivi decorativi celtici, imparentati o che li evocano (vichinghi ad esempio), mentre la parola "arabesco" è riservata piuttosto ai motivi che richiamano quelli utilizzati in Vicino Oriente nell'arte decorativa detta cosiddetta araba o arabeggiante, arabo-andalusa ecc., i quali evocano più frequentemente gli elementi vegetali (steli, foglie, viticci) che le corde intrecciate.
Altre forme d'intreccio sono state utilizzate nel mondo per la decorazione, ad esempio per i tatuaggi a cui s'ispirano certe forme moderne (tatuaggi veri o disegni all'henné) così come motivi celtici o nord-europei tradizionali o rivisitati.
Forme antropomorfe o di animali, o evocanti vegetali sono frequentemente mescolati ai motivi tradizionali dell'intreccio.
L'intreccio in italiano può anche definire in un testo le componenti temporali, spaziali e legate al sistema dei personaggi.